# Liste des espèces végétales protégées en Bourgogne
La liste des espèces protégées en Bourgogne est une liste officielle définie par le gouvernement français, recensant les espèces végétales qui sont protégées sur le territoire de la région Bourgogne, en complément de celles qui sont déjà protégées sur le territoire métropolitain. Elle a été publiée dans  l'arrêté du 27 mars 1992.

## Ptéridophytes

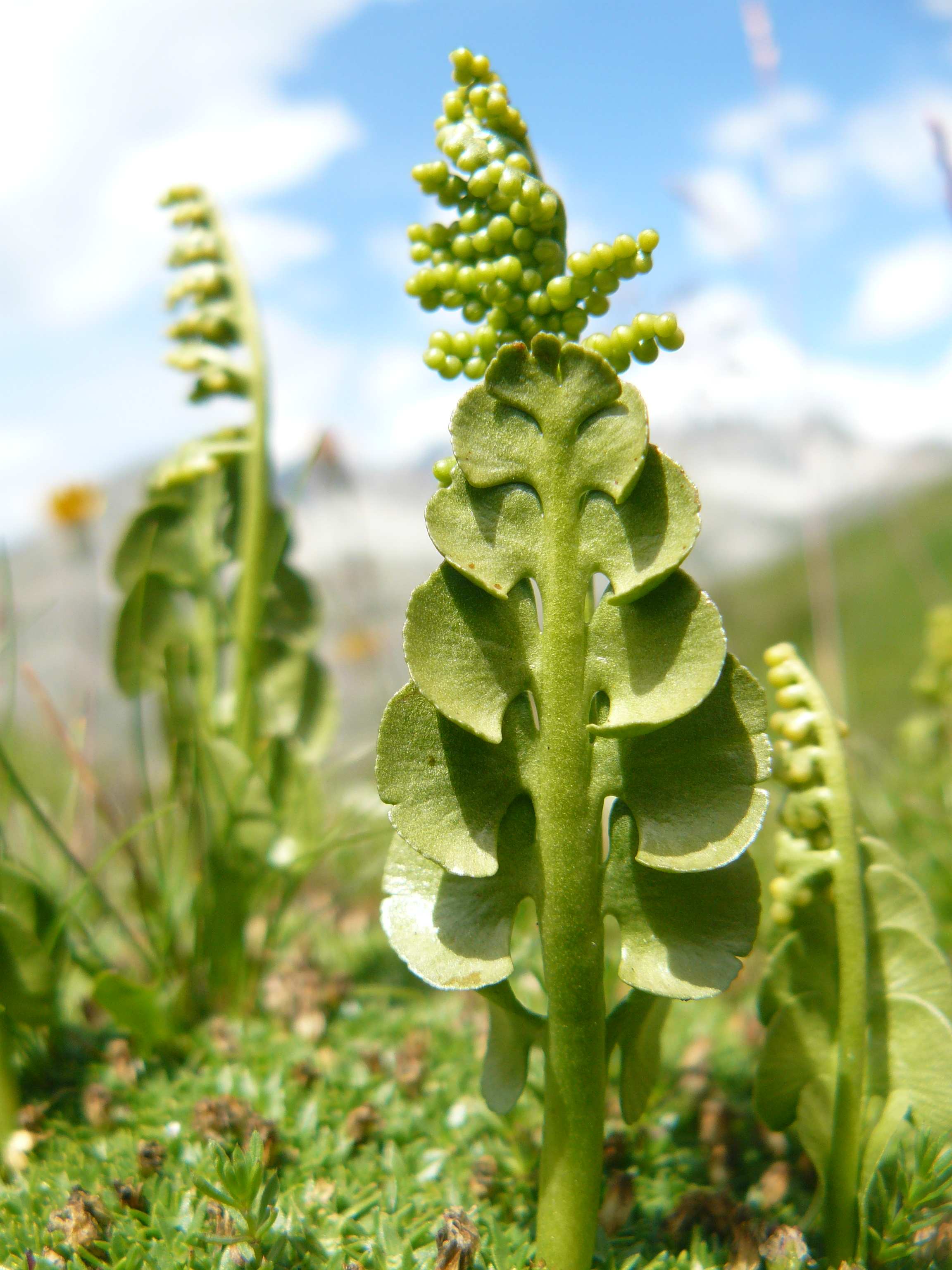
Botryche lunaire (Botrychium lunaria)

- Asplenium billotii F.W. Schultz, Asplenium de Billot
- Botrychium lunaria (L.) Swartz, Botryche lunaire
- Equisetum hyemale L., Prêle d'hiver
- Equisetum sylvaticum L., Prêle des bois
- Equisetum variegatum Schleicher ex Weber et Mohr, Prêle panachée
- Huperzia selago (L.) Bernh. ex Schrank et Mart, Lycopode sélagine
- Lycopodium annotinum L., Lycopode à feuilles de genèvrier
- Lycopodium clavatum L., Lycopode en massue
- Osmunda regalis L., Osmonde royale
- Thelypteris palustris Schott, Théliptéris des marais

## Phanérogames angiospermes

### Monocotylédones

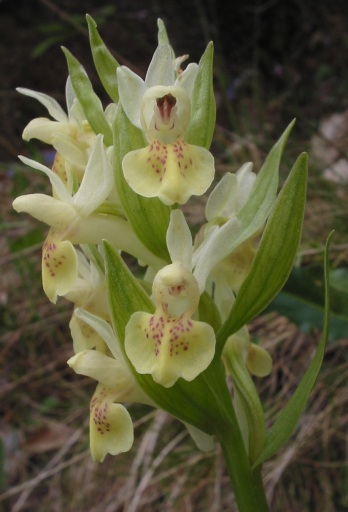
Orchis sureau (Dactylorhiza sambucina)

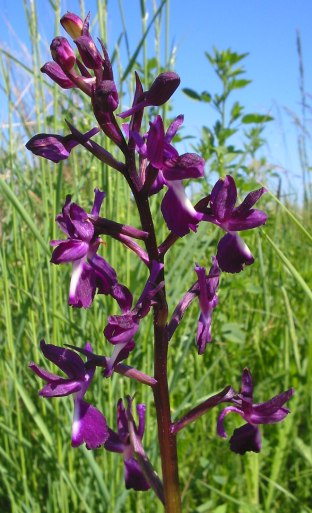
Orchis à fleurs lâches (Orchis laxiflora)

- Baldellia ranunculoides (L.) Parl., Flûteau fausse-renoncule
- Butomus umbellatus L., Butome en ombelle
- Calamagrostis arundinacea (L.) Roth, Calamagrostis faux-roseau
- Carex diandra Schrank, Laiche arrondie
- Carex ligerica Gay, Laiche de la Loire
- Coeloglossum viride (L.) Hartmann, Orchis grenouille
- Corynephorus canescens (L.) Beauv., Canche des sables
- Dactylorhiza incarnata (L.) Soo., Orchis incarnat
- Dactylorhiza sambucina (L.) Soo., Orchis sureau
- Epipactis palustris (L.) Crantz, Épipacis des marais
- Eriophorum vaginatum (L.), Linaigrette vaginée
- Limodorum abortivum Boehmer, Limodore avorté
- Luronium natans (L.) Rafin, Flûteau nageant
- Narcissus poeticus L., Narcisse des poètes
- Orchis laxiflora Lam, Orchis à fleurs lâches
- Orchis simia Lam, Orchis singe
- Polygonatum verticillatum (L.) All., Sceau de Salomon verticillé
- Rhynchospora alba (L.) Vahl., Rhynchospore blanc
- Scirpus coespitosus L., Scirpe cespiteux
- Scirpus fluitans L., Scirpe flottant
- Spiranthes spiralis (L.) Chevall., Spiranthe d'automne
- Stipa pennata L., Stipe penné
- Stratiotes aloides L., Faux aloès

### Dicotylédones

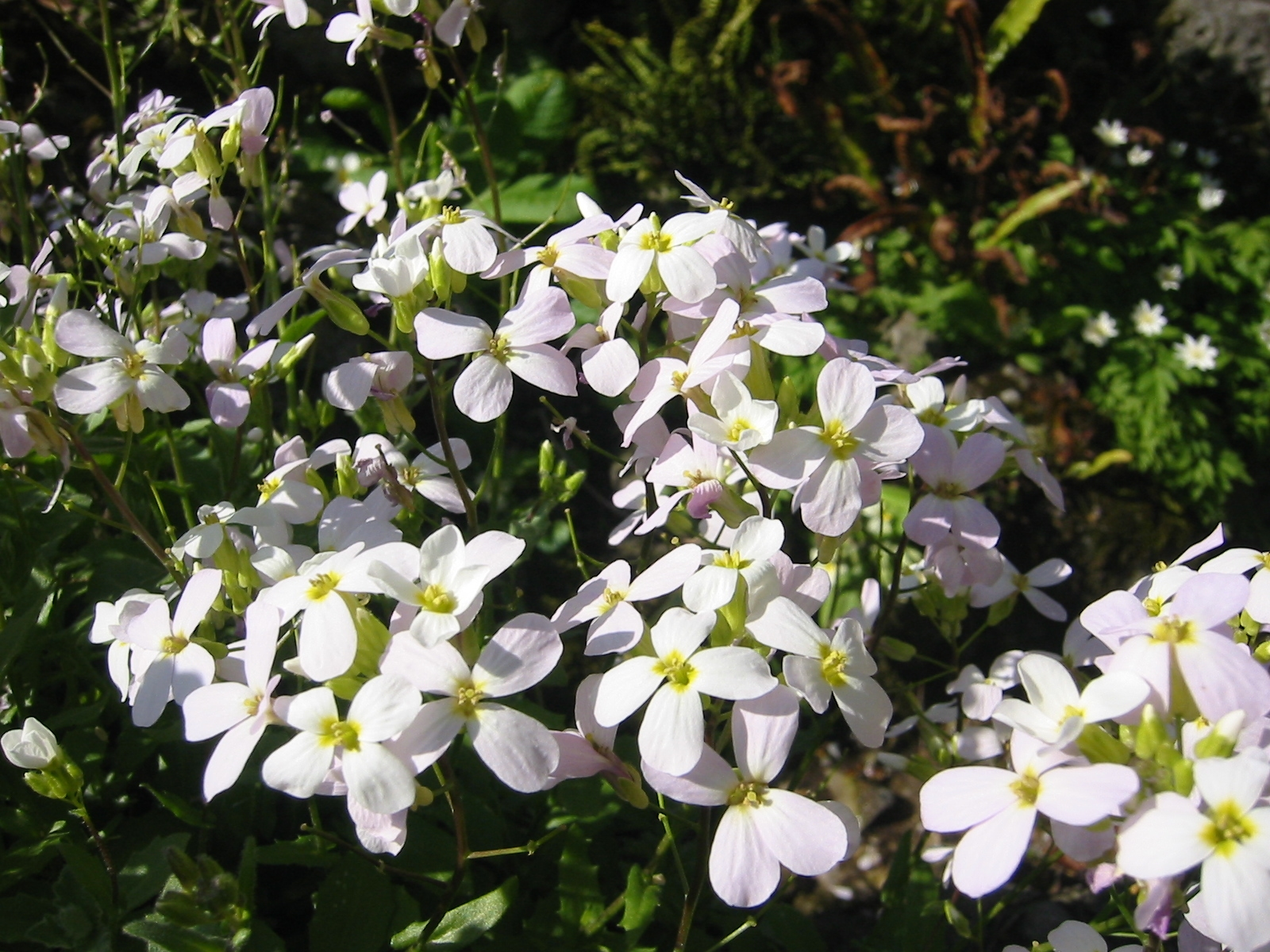
Arabette des Alpes, corbeille d'argent (Arabis alpina)

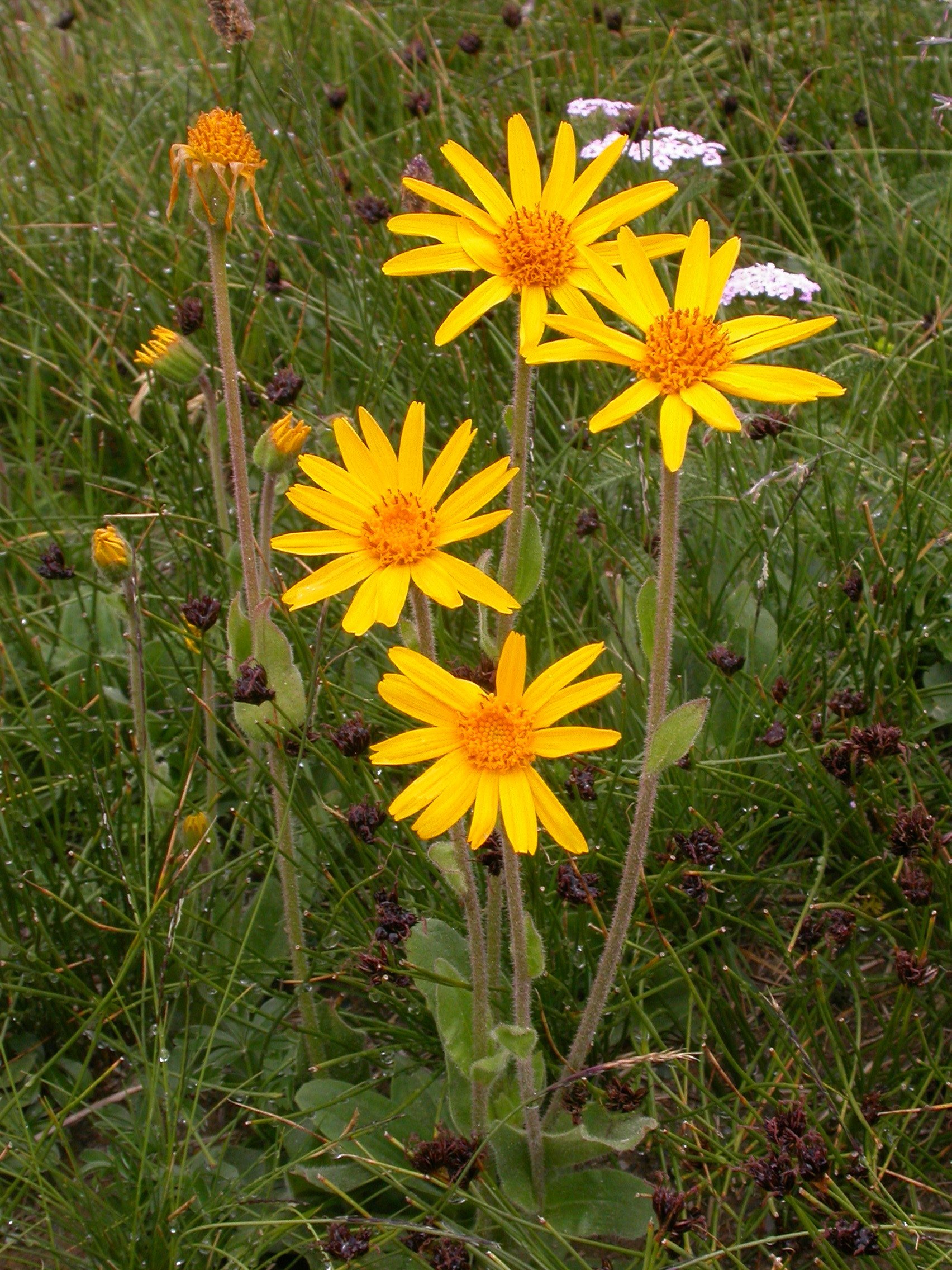
Arnica des montagnes (Arnica montana)

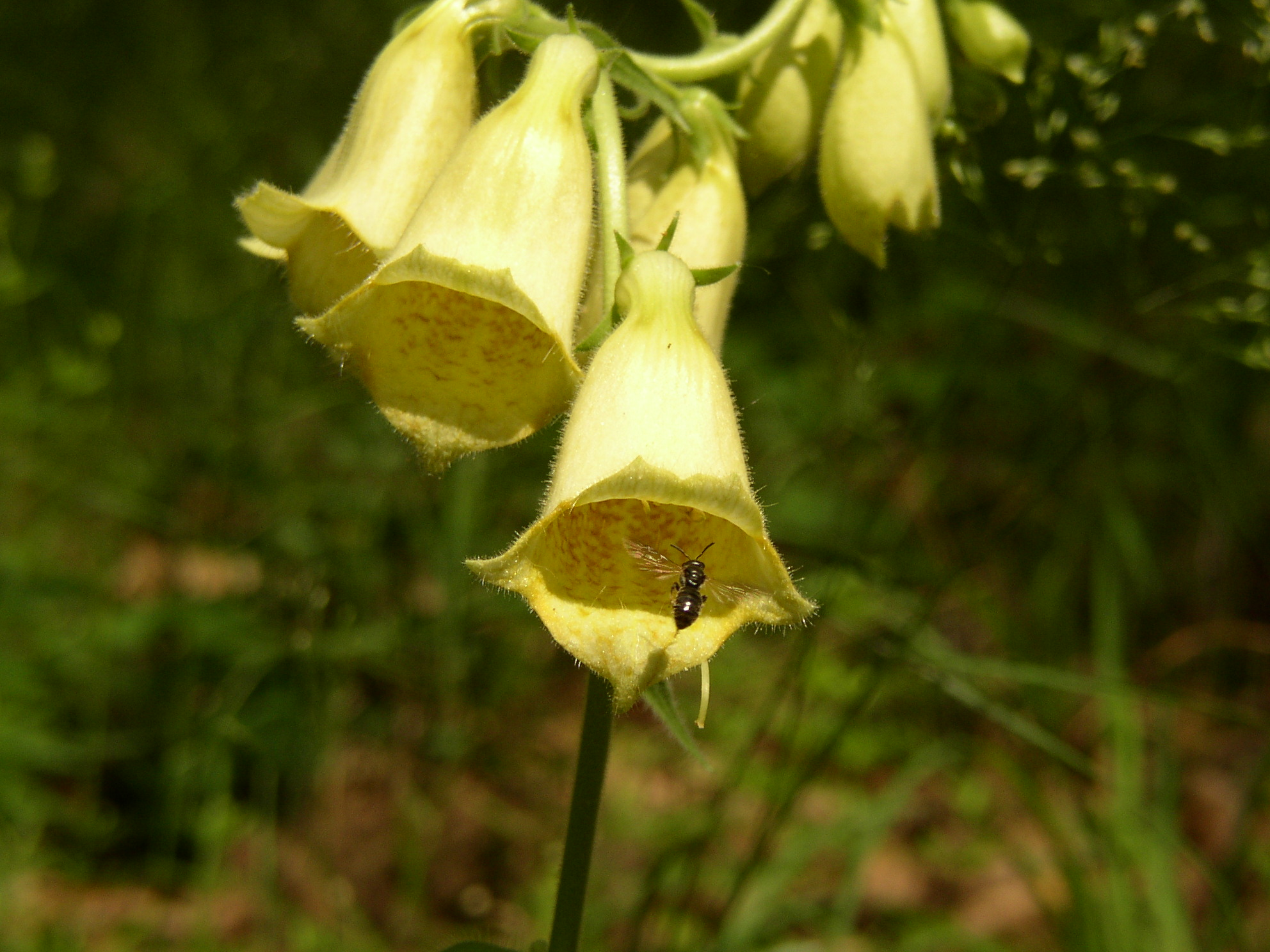
Digitale à grandes fleurs (Digitalis grandiflora)

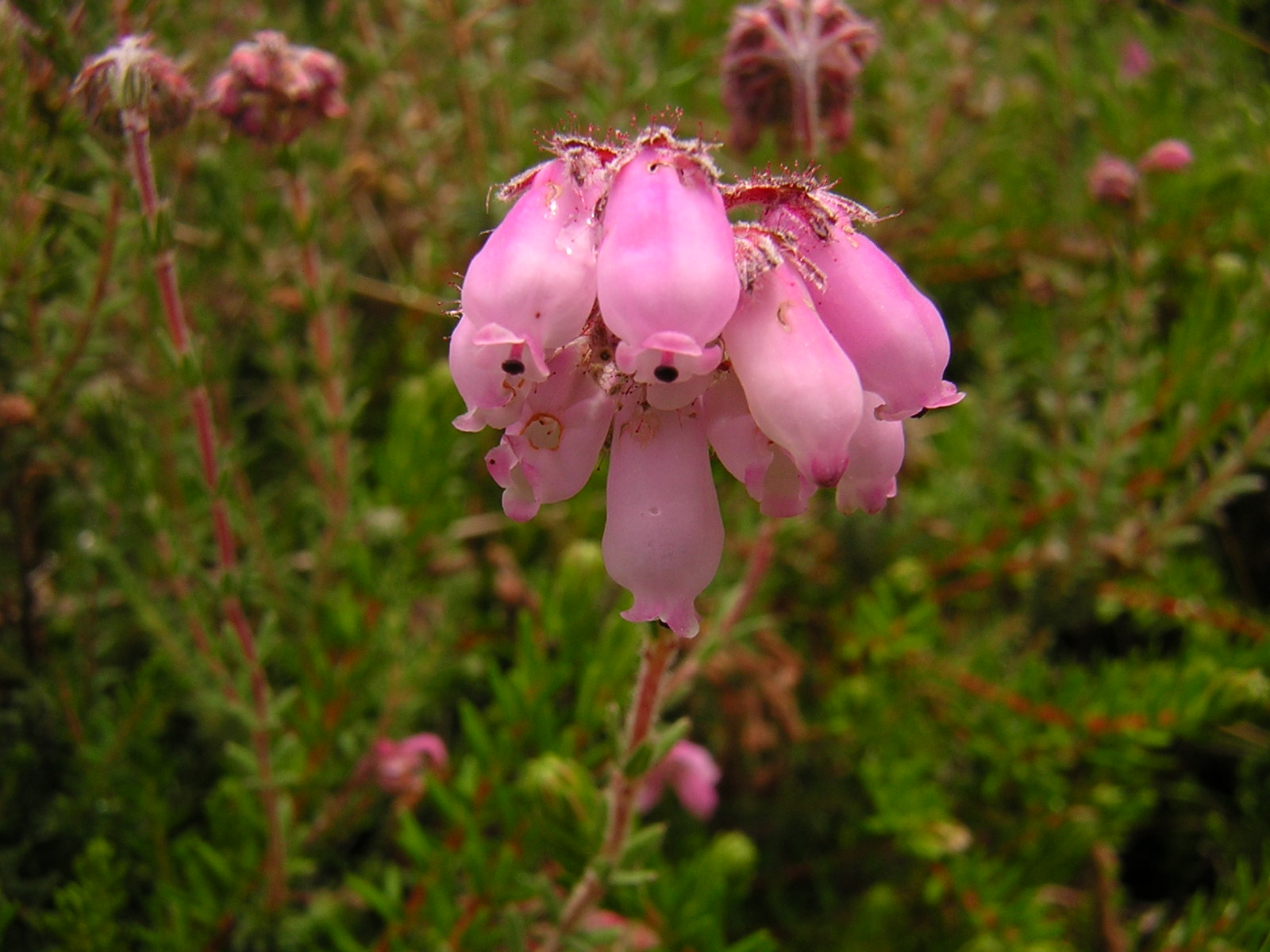
Bruyère à quatre angles (Erica tetralix)

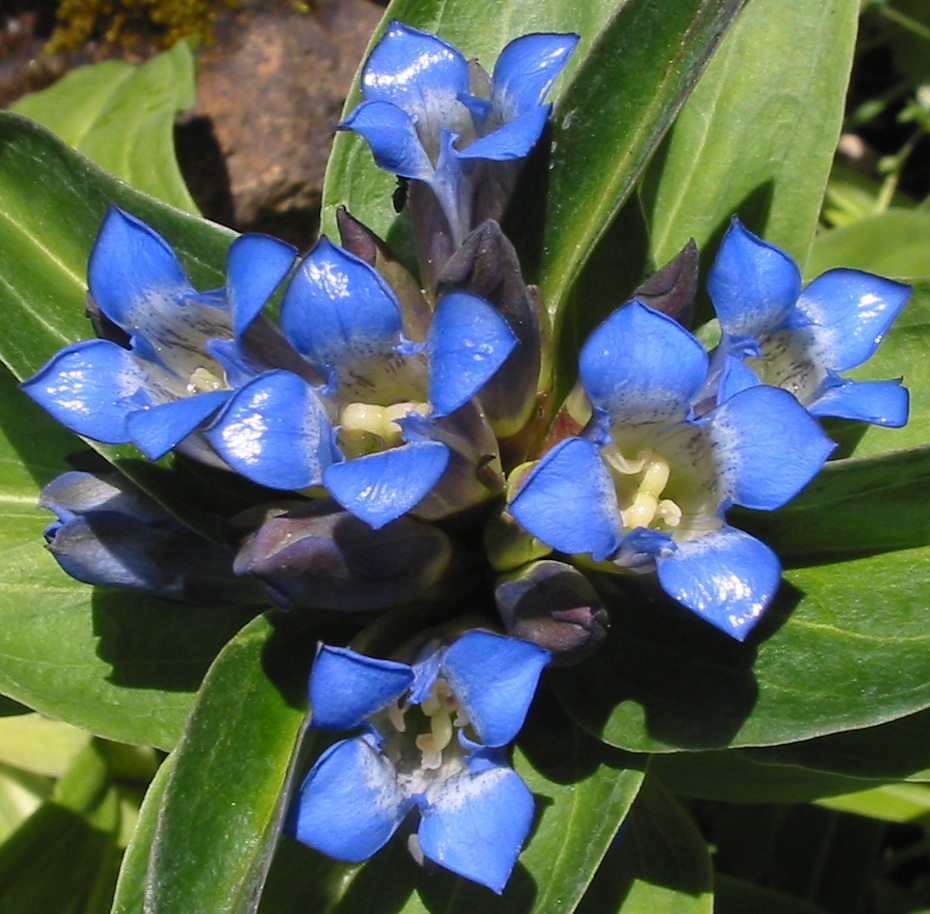
Gentiane croisette (Gentiana cruciata)

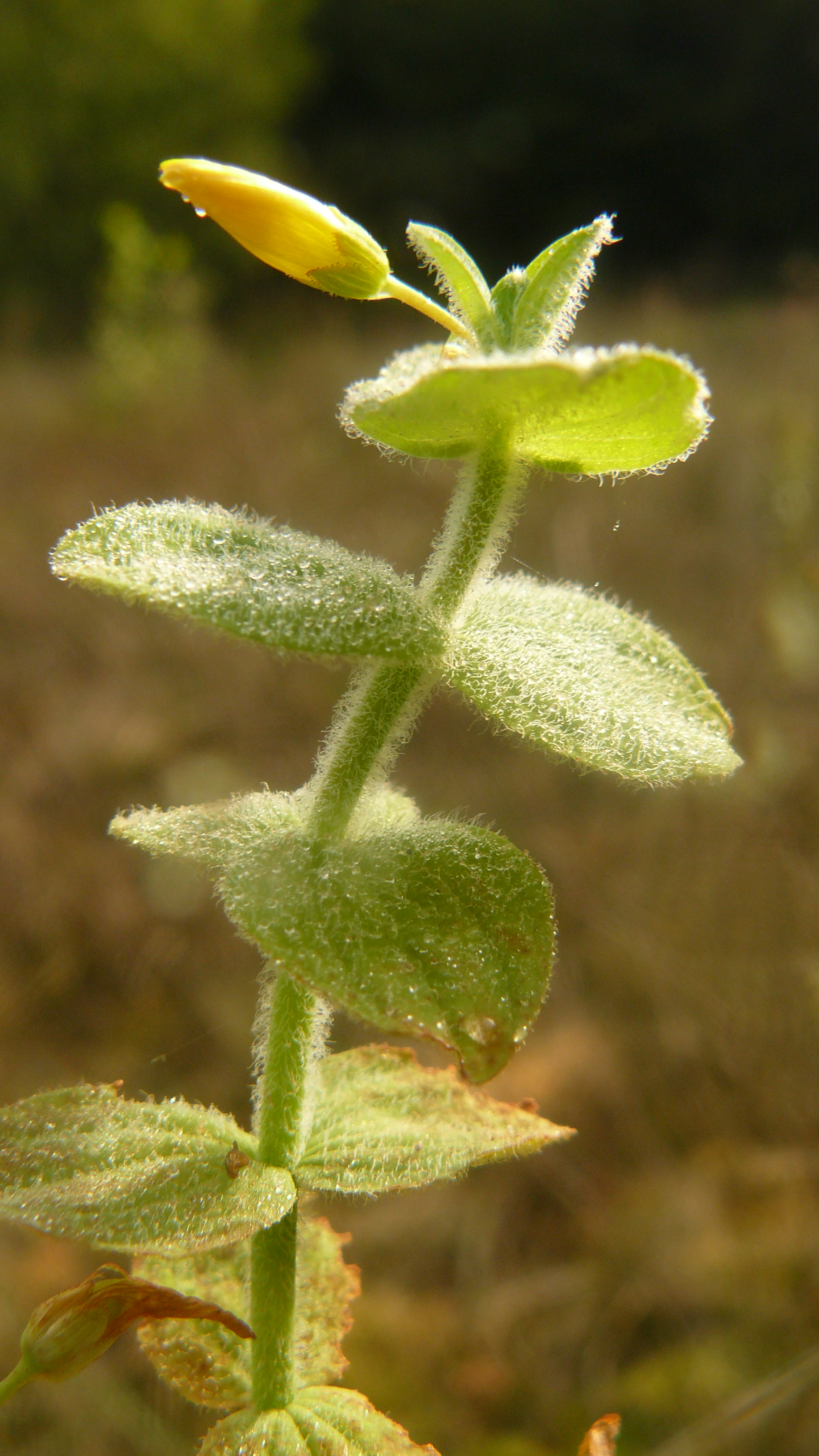
Millepertuis des marais (Hypericum elodes)

- Acer monspessulanum L., Érable de Montpellier
- Anarrhinum bellidifolium L. Willd., Anarrhinum à feuilles de pâquerette
- Antennaria dioica (L.) Gaertn., Pied de chat
- Anthyllis montana L., Vulnéraire des montagnes
- Apium repens (Jacq.) Lag., Ache rampante
- Arabis alpina L., Arabette des Alpes, corbeille d'argent
- Arnica montana L., Arnica des montagnes
- Artemisia alba Turra., Armoise blanche
- Artemisia campestris L., Armoise champêtre
- Aster linosyris (L.) Bernh., Aster linosyris
- Biscutella laevigata s.lato L., Lunetière lisse
- Bombycilaena erecta (L.) Smolj., Micrope droit
- Carduncellus mitissimus (L.) DC., Petit chardon sans épines
- Carduus defloratus L., Chardon à pédoncule nu
- Carlina acaulis L., Carline sans tige
- Chamaecytisus supinus (L.) Link., Cytise couché
- Convolvulus cantabrica L., Liseron cantabrique
- Coronilla coronata L., Coronille des montagnes
- Coronilla emerus L., Coronille faux séné
- Corydalis claviculata (L.) DC. ssp. claviculata., Corydale à vrilles
- Crepis paludosa (L.) Moench., Crépis des marais
- Crepis praemorsa (L.) Taush., Crépis rongé
- Cynoglossum dioscoridis Vill., Cynoglosse de Dioscoride
- Daphne alpina L., Daphne des Alpes
- Daphne cneorum L., Thymélée
- Dictamnus albus L., Fraxinelle
- Digitalis grandiflora Miller., Digitale à grandes fleurs
- Elatine hexandra (Lapierre) DC., Élatine à six étamines
- Erica cinerea L., Bruyère cendrée
- Erica tetralix L., Bruyère à quatre angles
- Euphorbia palustris L., Euphorbe des marais
- Gentiana ciliata (L.) Borkh., Gentiane ciliée
- Gentiana cruciata L., Gentiane croisette
- Gentiana pneumonanthe L., Gentiane pneumonanthe
- Hieracium peleterianum Mérat. ssp. ligericum Zahn., Épervière de Lepeletier, sous-espèce ligérienne
- Hottonia palustris L., Hottonie des marais
- Hypericum elodes L., Millepertuis des marais
- Iberis intermedia Guersent., Ibéris intermédiaire
- Impatiens noli-tangere L., Impatiente ne-me-touchez-pas
- Inula montana L., Inule des montagnes
- Jasione laevis Lam., Jasione perenne
- Laserpitium gallicum L., Laser de Gaull
- Lathyrus palustris L., Gesse des marais
- Lathyrus pannonicus (Jacq.) Garcke ssp. asphodeloides (Gouan) Bässler., Gesse blanchâtre
- Linaria alpina (L.) Miller., Linaire des Alpes
- Linum austriacum L. ssp collinum Nyman., Lin d'Autriche
- Linum leonii F.W. Schultz., Lin français
- Littorella uniflora (L.) Ascherson., Littorelle
- Meconopsis cambrica (L.) Vig., Méconopsis du Pays de Galles
- Myrica gale L., Piment royal
- Myriophyllum alterniflorum DC., Myriophylle à fleurs alternes
- Nymphoides peltata (S.G. Gmelin) O. Kuntze., Faux nénuphar
- Oenanthe silaifolia Bieb., Œnanthe intermédiaire
- Orobanche alba Stephan ex Willd., Orobanche du thym
- Orobanche alsatica Kirschleger., Orobanche d'Alsace
- Pedicularis palustris L., Pédiculaire des marais
- Peucedanum oreoselinum (L.) Moench., Persil de montagne
- Peucedanum palustre (L.) Moench., Peucédan des marais
- Prenanthes purpurea L., Prénanthe pourpre
- Prunus padus L., Cerisier à grappes
- Ranunculus hederaceus L., Renoncule à feuilles de lierre
- Salix repens L., Saule rampant
- Scutellaria hastifolia L., Scutellaire à feuilles hastées
- Sedum hirsutum All., Orpin hérissé
- Sedum villosum L., Orpin pubescent
- Senecio helenitis (L.) Schinz et Thell., Séneçon à feuilles spatulées
- Sesamoides canescens (L.) Kuntze., Faux sésame
- Seseli peucedanoides (Bieb.) Kos-Pol., Séséli faux peucédan
- Silene armeria L., Silène à bouquets
- Silene otites (L.) Wibel., Silène à oreillettes
- Spergula morisonii Boreau., Spargoute printanière
- Swertia perennis L., Swertie pérenne ou vivace
- Thlaspi sylvestre Jordan., Tabouret des Alpes
- Trifolium subterraneum L., Trèfle semeur
- Tuberaria guttata (L.) Fourn., Hélianthème taché
- Ulex minor Roth., Ajonc nain
- Vaccinium oxycoccos L., Canneberge.
- Vaccinium vitis idaea L., Airelle du Mont-Ida
- Valeriana tuberosa L., Valériane tubéreuse
- Viola rupestris F.W. Schmidt., Violette des rochers
- Wahlenbergia hederacea (L.) Reichenb., Wahlenbergie